# Ермолаева, Вера Александровна
Вера Александровна Ермолаева  (род. 1926) — советский передовик производства в сельском хозяйстве. Герой Социалистического Труда (1948).

## Биография
Родилась в 1926 году в Ульяновской области в крестьянской семье
В 1940 году окончила семь классов начальной школы и вступила в местный колхоз имени Ф. Энгельса Новомалыклинского района и вскоре возглавила комсомольско-молодёжное полеводческое звено по выращиванию зерновых.
В 1947 году по итогам работы за год звеном В. А. Ермолаевой получен урожай ржи 30,64 центнера с гектара на площади 8 гектаров.
27 февраля 1948 года Указом Президиума Верховного Совета СССР «за получение высокого урожая ржи при выполнении колхозом обязательных поставок и натуроплаты за работу МТС в 1947 году и обеспеченности семенами зерновых культур для весеннего сева 1948 года» Вера Александровна Ермолаева была удостоена звания Героя Социалистического Труда с вручением Ордена Ленина и золотой медали «Серп и Молот».
Этим же указом  звания Героя Социалистического Труда были удостоены её бригадир — П. И. Кузьмин и председатель колхоза — Ф. А. Сяплов.
С 1949 по 1953 годы В. А. Ермолаева училась в Ульяновском сельскохозяйственном техникуме на отделение полевода и после его окончания работала агрономом Старомайнской машинно-тракторной станции.
С 1958 года семья В. А. Ермолаевой по семейным обстоятельствам переехала в город Тольятти, где она работала фрезеровщицей цеха №24 на заводе «Волгоцеммаш», с 1959 по 1975 годы она протяжении трёх пятилеток она удерживала высокое звание — «Ударника коммунистического труда».
В. А. Ермолаева в 1949 году избиралась делегатом XI съезда ВЛКСМ, кандидатом в члены ЦК ВЛКСМ.

## Награды
- Медаль «Серп и Молот» (27.02.1948)
- Орден Ленина (27.02.1948)
- Медаль «За доблестный труд в Великой Отечественной войне 1941—1945 гг.»

### Звания
- Почётный гражданин Новомалыклинского района